# Berl Senofsky
Berl Senofsky, né le 19 avril 1926 à Philadelphie et mort le 21 juin 2002 à Baltimore, est un violoniste classique américain.

## Biographie
Berl Senofsky est le fils de violonistes russes immigrés et reçoit ses premières leçons de musique de son père dès l'âge de trois ans. À six ans, il étudie le violon auprès de Louis Persinger, un ancien élève d'Eugène Ysaÿe, puis avec Paul Stasevich. Grâce à une bourse obtenue à douze ans, il poursuit sa formation à la Juilliard School of Music chez Ivan Galamian.
Après avoir effectué son service militaire au cours de la Seconde Guerre mondiale, il fait ses débuts en récital à New York en 1947 en tant que lauréat du Prix Walter W. Naumburg. En 1955, il remporte le Concours musical international Reine Élisabeth de Belgique  pour lequel il sera par après membre du jury. Peu après, pour la première fois, il joue en tant que soliste avec George Szell et l'Orchestre de Cleveland où il est assistant violon de 1951 à 1955. En 1955, il remporte le Concours musical international Reine Élisabeth de Belgique et y est depuis membre permanent du jury.
Aux États-Unis, il joue avec l'Orchestre philharmonique de New York, l'American Symphony Orchestra et les orchestres de Chicago, Los Angeles et Pittsburgh, entre autres. Il joue également en Europe, Amérique du Sud et en Extrême-Orient.
Il enseigne entre 1965 et 1996 au Conservatoire Peabody (Peabody Conservatory of Music). En 1965, il fonde et est le principal moteur de la fondation américaine Artists International, Inc. créée pour aider les jeunes musiciens américains à se préparer pour les compétitions internationales, dont le prestigieux Concours musical international Reine Élisabeth de Belgique. en 1983, il jette les bases de l'école de violon à Shanghai.
En 1983, Senofsky est invité par le directeur du Conservatoire de Shanghai pour commencer une nouvelle école de violon. Il reste trois mois en République populaire de Chine et y donne des classes de maître et des spectacles.
Berl Senofsky meurt à 76 ans, de complications de maladies cardiaques et pulmonaires, à son domicile de Baltimore.

## Articles contextuels
- Concours musical international Reine Élisabeth de Belgique 1955